# Sangen om dig
Chansons représentant le Danemark au Concours Eurovision de la chanson
Dansevise
(1963) For din skyld
(1965)
Sangen om dig (« La chanson sur toi ») est une chanson interprétée par le chanteur danois Bjørn Tidmand sortie en 45 tours en 1964.
C'est la chanson représentant le Danemark au Concours Eurovision de la chanson 1964 le 21 mars à Copenhague et a fini 9e avec 4 points .

## À l'Eurovision
La chanson est intégralement interprétée en danois, langue officielle du Danemark, comme le veut la coutume avant 1966. L'orchestre est dirigé par Kai Mortensen.
Sangen om dig est la quatrième chanson interprétée lors de la soirée du concours, suivant Spiral d'Arne Bendiksen pour la Norvège et précédant Laiskotellen de Lasse Mårtenson pour la Finlande.
À l'issue du vote, elle obtient 4 points et se classe 9e sur 16 chansons,.

## Liste des titres
| A1. | Sangen om dig | Mogens Dam, Aksel V. Rasmussen |  |
| B1. | Ingen         | Peter Mynte, Ole Høyer         |  |

## Historique de sortie
| Pays         | Date | Format   | Label      |
| ------------ | ---- | -------- | ---------- |
| Danemark,    | 1964 | 45 tours | Odeon      |
| Royaume-Uni, | 1964 | 45 tours | Parlophone |